# Colegio Americano de Barranquilla
El colegio Americano de Barranquilla, también conocido por sus siglas CA, es un colegio privado de la ciudad de Barranquilla, Colombia. Fundado en 1889 ante la Iglesia Presbiteriana de Colombia, es el colegio más antiguo de Barranquilla, y «una de las mejores instituciones educativas del país».

## Historia
El colegio fue fundado el 13 de marzo de 1889 por un misionero escocés, tres franceses y varias personalidades locales de la ciudad. Inicialmente, este escocés de nombre Adam Erwin materializó las bases del colegio que, en ese entonces, se concebía como una institución para niños de escasos recuros. Erwin vivía en la ciudad, en una vivienda de paja y cultivaba tierra. Se ganaba el sustento impartiendo clases de inglés, también con los pocos aportes de sus alumnos. Después de su fallecimiento, el colegio pasó a un proceso profundo de estructuración. Desde su fundación, el americano aceptaba a niños de todas las clases sociales, sin distinción alguna.
La arquitectura del colegio es de carácter patrimonial, dada su antigüedad. Presenta un enfoque misionero y vocación pastoral, también cuenta con grupos de jóvenes que trabajan en labores sociales.
El inglés que se enseña en el colegio cuenta con una certificación de la Universidad de Cambridge. Por la institución se han formado diversas personalidades locales y nacionales como Ernesto Cortissoz, Orlando Fals Borda, Gabriel Acosta Bendek, Miguel Amín, Álvaro Cepeda Samudio, entre otros.